# セントルイス墓地
セントルイス墓地（Saint Louis Cemetery）は、アメリカ合衆国のルイジアナ州ニューオーリンズ市に位置しているローマ・カトリック教会の墓地であり、第1墓地から第3墓地まである。このうち第1墓地と第2墓地は1975年にアメリカ合衆国国家歴史登録財に登録された。

## セントルイス第1墓地
セントルイス第1墓地はアメリカ合衆国のルイジアナ州ニューオーリンズ市に現存する最も古い墓地であり、これまでに多くのニューオーリンズの著名人（主にクレオール）とその家族の永眠の地となっている。
18世紀後半にニューオーリンズは急速な都市化が進み、セントピーター墓地に代わる新たな埋葬場所を作る必要性が認識されていた。町議会は墓地からの病気が民衆に感染して蔓延する事を懸念して、中心部から離れた墓地を望んでいた。そして、新たな主要な埋葬地として1789年8月14日に開園した。
映画『シンシナティ・キッド』（1965年公開）と『イージー・ライダー』（1969年公開）のロケ地にもなった。
第1墓地に埋葬されている有名な人物はブードゥー教の女王と呼ばれたマリー・ラヴォー、メキシコ湾で活動した有名な海賊ジャン・ラフィット、近代チェスの創始者と評価されるポール・モーフィー、アメリカ建築の父と呼ばれるベンジャミン・ラトローブ、黒人奴隷を連続で殺害したデルフィーン・ラローリーなどである。
また、俳優のニコラス・ケイジは将来の永眠の地と決めており、2010年にピラミッド型の墓を購入している。

## セントルイス第2墓地
1820年にニューオーリンズの市議会は黄熱、コレラ、その他の邪悪な病気の感染が墓地から発せられる「毒気」によって拡散されたと信じて第1墓地よりも更に中心部から離れた敷地を探した。1823年8月に教会がフェンスに囲まれた敷地を埋葬地としてセントルイス第2墓地が開園した。ダニー・バーカーを筆頭に、ジャズやリズム・アンド・ブルースのミュージシャンが数多く埋葬されている。
他に有名な人物は米英戦争中のニューオーリンズの戦いでイギリス軍の攻撃からのニューオーリンズの防衛を支援した海賊のドミニク・ユー、オステンド・マニフェストを推進したピエール・スーレ、アフリカ系アメリカ人初の連邦議員のロバート・B・エリオットなどである。
1975年7月30日に第1墓地と共にアメリカ合衆国国家歴史登録財に指定された。

## セントルイス第3墓地
セントルイス第3墓地は1854年に開園した。独特な築山式墓地が特徴であり、ギリシャ正教会の墓も部分的に含まれている。また、第1墓地や第2墓地よりも交通の便の良い場所に位置しており、この2つの墓地を合わせたものよりも大きな面積を有する。